# Saisonale Verzögerung
Die saisonale Verzögerung ist ein meteorologisches Phänomen. Es beschreibt den Unterschied zwischen dem Zeitpunkt der maximalen Sonneneinstrahlung und dem Zeitpunkt mit der höchsten (durchschnittlichen) Temperatur. So werden die Höchsttemperaturen erst mit einer zeitlichen Verzögerung von einigen Wochen festgestellt.

## Ursache
Die höchsten Temperaturen an einem ganz normalen Sommertag sind nicht in der Mittagssonne um 12 Uhr, sondern eher am späten Nachmittag zwischen 17 und 18 Uhr zu messen. Dies liegt daran, dass sich die Luft erst einmal durch die Sonneneinstrahlung erwärmen muss. Eine ähnliche Verzögerung gibt es auch, wenn man sich die Durchschnittstemperaturen über das Jahr betrachtet. So beobachtet man die höchsten Temperaturen in Cuxhaven zum Beispiel im Juli und August. Die maximale Sonneneinstrahlung findet aber einige Monate früher statt, nämlich schon im Mai.
Ein Grund für diese große Verzögerung ist die Nähe zum Wasser. Im Vergleich zu mineralischen und organischen Substanzen besitzt Wasser mit 4,182 J/(kg·K) eine hohe spezifische Wärmekapazität. Das bedeutet, dass man mehr Energie (hier Sonneneinstrahlung) benötigt, um das Wasser um eine gewisse Gradzahl zu erwärmen. Dies sorgt dafür, dass die Wassertemperaturen im späten Sommer ebenfalls höher sind als im frühen Sommer. Dieser Wärmespeicher hat natürlich ebenfalls Auswirkung auf die zu beobachtenden Temperaturen, sodass wir die Höchststände erst später im Jahr beobachten.